# Jaime Ortega

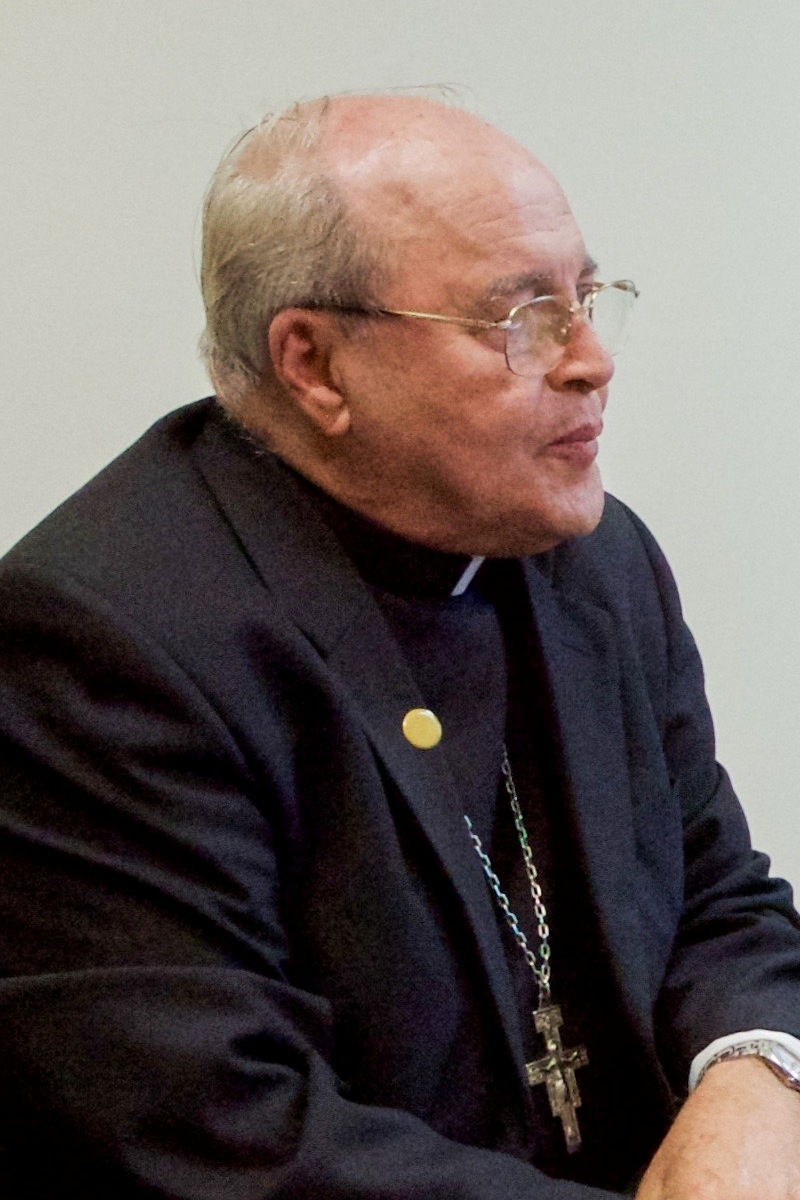
Jaime Kardinal Ortega mit US-Außenminister John Kerry (nicht im Bild, August 2015)

Kardinalswappen

Jaime Lucas Kardinal Ortega y Alamino (* 18. Oktober 1936 in Jagüey Grande; † 26. Juli 2019 in Havanna) war ein Kardinal der römisch-katholischen Kirche. Er war von 1981 bis 2016 Erzbischof von Havanna und damit ranghöchster Amtsträger innerhalb der römisch-katholischen Kirche Kubas.

## Leben
Jaime Ortega Alamino wurde in Jagüey Grande in der Diözese und Provinz Matanzas als Sohn eines Ladenbesitzers und einer Hausfrau geboren. Nach Beendigung der staatlichen Schule absolvierte er zunächst ein Studium mit künstlerischen und wissenschaftlichen Schwerpunkten. 1956 trat er in das Priesterseminar seiner Heimatdiözese ein, das von kanadischen Missionaren geleitet wurde. Er studierte in Matanzas und Québec Katholische Theologie, Philosophie und Ethik. Im August 1964 empfing er in der Kathedrale von Matanzas durch Bischof José Maximino Eusebio Domínguez y Rodríguez das Sakrament der Priesterweihe.
Anschließend wirkte er zwei Jahre lang als Vikar in der Gemeindeseelsorge, ehe er im Jahre 1966 acht Monate in einem Arbeitslager (UMAP) für religiöse und homosexuelle junge Männer inhaftiert wurde. Nach seiner Entlassung im Jahre 1967 schlug er die ihm von seinem Vater verschaffte Möglichkeit der Auswanderung nach Spanien aus und wurde zum Gemeindeseelsorger in seiner Geburtsstadt Jagüey Grande ernannt, wo er wegen des Priestermangels auf Kuba mehrere Pfarreien und Kirchen zu betreuen hatte. 1969 ernannte ihn sein Bischof zum Dompfarrer an der Kathedrale von Matanzas und zum Diözesanjugendseelsorger. Ortega begründete eine kirchliche Jugendbewegung und entwickelte zahlreiche Aktivitäten für Jugendliche wie Sommerlager und Schauspielgruppen. Zusätzlich lehrte er Moraltheologie im Priesterseminar von Havanna.

### Bischof von Pinar del Río
Am 4. Dezember 1978 wurde er von Papst Johannes Paul II. zum Bischof von Pinar del Río ernannt. Die Bischofsweihe spendete ihm der scheidende Pro-Nuntius in Kuba, Erzbischof Mario Tagliaferri, am 14. Januar des folgenden Jahres. Mitkonsekratoren waren der Erzbischof von Havanna, Francisco Ricardo Oves Fernández, und der Bischof von Matanzas, José Maximino Eusebio Domínguez y Rodríguez.

### Erzbischof von Havanna
Am 21. November 1981 wurde Ortega schließlich zum Erzbischof von Havanna ernannt. Er gründete zahlreiche neue Pfarreien, rief einen Diözesanrat ins Leben, baute zerstörte Kirchen wieder auf und errichtete Tagungs- und Exerzitienhäuser für Priester und Laien. Auch als Erzbischof von Havanna engagierte er sich für eine lebendige Jugendarbeit. 1991 gründete er die Caritas für das Erzbistum Havanna, aus der die nationale Cáritas Cuba hervorging, als deren Präsident Ortega fungierte. Die der Katholischen Bischofskonferenz unterstehende Cáritas Cuba ist die erste behördlich anerkannte, vom Staat unabhängige Nichtregierungsorganisation Kubas seit der Kubanischen Revolution. Obwohl Kirchenvertreter keine Plattform im öffentlichen Radio und Fernsehen Kubas bekamen, erlangte Ortega große Bekanntheit und viele Anhänger, weil er mutige Beiträge in der von ihm gegründeten Monatszeitung des Erzbistums, Palabra Nueva („Neues Wort“), verfasste, die auch über die Grenzen Kubas hinaus große Beachtung fand.

### Kardinal
Papst Johannes Paul II. nahm Ortega am 26. November 1994 als Kardinalpriester mit der Titelkirche Santi Aquila e Priscilla in das Kardinalskollegium auf. Dies war die erste Ernennung eines Kubaners zum Kardinal seit der Kubanischen Revolution von 1959. Ortega war Mitglied der Kongregation für den Klerus und der Päpstlichen Kommission für Lateinamerika. Er war als wahlberechtigter Kardinal Teilnehmer der Konklave 2005 und Konklave 2013 im Vatikan.
Mit Vollendung des 75. Lebensjahres reichte Ortega im Herbst 2011 bei Papst Benedikt XVI. sein Rücktrittsgesuch vom Amt des Erzbischofs von Havanna ein. Bis zur Benennung seines Nachfolgers im April 2016 blieb er jedoch im Amt. Am 26. April 2016 nahm Papst Franziskus seinen altersbedingten Rücktritt an.
Ortega erlag den Folgen seiner Bauchspeicheldrüsenkrebserkrankung, die einige Monate zuvor diagnostiziert worden war.

## Führende Rolle innerhalb der Kirche und der Zivilgesellschaft
Von 1988 bis 1998 sowie erneut von 2001 bis 2004 war Ortega Vorsitzender der Kubanischen Katholischen Bischofskonferenz. Er war maßgeblich an der Organisation der beiden Kuba-Besuche von Papst Johannes Paul II. im Januar 1998 sowie von Papst Benedikt XVI. im März 2012 beteiligt. Unter seiner Führung gelang es der Katholischen Kirche Kubas, ihre Stellung innerhalb des Landes und die Beziehungen zum Staat erheblich zu verbessern. Dennoch übte Ortega zu verschiedenen Gelegenheiten deutliche Kritik an der von der Kommunistischen Partei Kubas unter Fidel und (seit 2008) Raúl Castro geführten Regierung: 1989 kritisierte er die umstrittenen Hinrichtungen des wegen Drogenhandels verurteilten populären Generals Arnaldo Ochoa und weiterer hoher Militäroffiziere. Ein unter Ortegas Leitung verfasster Hirtenbrief der Bischofskonferenz, der im September 1993 von sämtlichen katholischen Kanzeln verlesen und in kirchlichen Publikationen verbreitet wurde, sorgte für heftige Ablehnung durch die offiziellen Medien. 1994 forderte er die Regierung zur Untersuchung der Versenkung eines von Fluchtwilligen gekaperten Schleppers durch die Behörden auf, bei dem 40 Menschen ums Leben gekommen waren. 1995 warf er sowohl der kubanischen als auch der US-Regierung vor, die Kubaner als bloße Objekte ihrer politischen Auseinandersetzung zu behandeln. 2003 forderte er die kubanische Regierung auf, ihre Politik der harten Hand aufzugeben. Im April 2010 mahnte Ortega die kubanische Staatsführung in einem Artikel zur zügigen Umsetzung von Reformen, die das ganze Land dringend erwarte.
In den folgenden Monaten führten direkte Gespräche zwischen Ortega und Staatspräsident Raúl Castro zunächst zu einer Einschränkung von tätlichen Angriffen, Einschüchterungen und Behinderungen (sogenannten „Actos de Repudio“) auf die Oppositionsgruppe Damen in Weiß. Nach weiteren Verhandlungen unter Einbeziehung der spanischen Regierung konnte schließlich im Juli 2010 die vorzeitige Entlassung aller 55 verbliebenen politischen Gefangenen der Verhaftungswelle des „Schwarzen Frühlings“ von 2003 verkündet werden, die von der Regierung bis März 2011 schrittweise umgesetzt wurde. Für seine Vermittlerrolle wurde Ortega von Teilen der kubanischen Opposition – sowohl innerhalb der Insel als auch im Exil – als gegenüber der Regierung zu nachgiebig kritisiert, erfuhr jedoch auch viel Zustimmung. Im Frühjahr 2012, in der Folge des Kuba-Besuches Papst Benedikts XVI., sah sich Ortega besonders nachhaltiger Kritik seitens oppositioneller Kubaner innerhalb und außerhalb Kubas ausgesetzt, die ihm eine zunehmende Nähe zu Staatspräsident Raúl Castro vorwarfen. Der kubanischstämmige Leiter des staatlichen, sich an die kubanische Bevölkerung richtenden US-Senders Radio and TV Martí warf Ortega in einem veröffentlichten Kommentar im Mai 2012 eine „lakaische Haltung“ vor. Im Juli 2012 hielt Ortega den Begräbnisgottesdienst für den kurz zuvor bei einem rätselhaften Verkehrsunfall ums Leben gekommenen Oppositionellen Oswaldo Payá ab.
Ortega versprach, sich auch weiterhin für politische Gefangene einzusetzen. Er habe zuletzt Hunderte von Briefen mit der Bitte um Unterstützung für die Freilassung von Gefangenen erhalten, aber dabei habe es sich allerdings ausschließlich um normale Kriminalitätsfälle und keine politischen Vergehen gehandelt.
Im Dezember 2014 war Kardinal Ortega maßgeblich an der Vermittlung zwischen dem kubanischen Präsidenten Raúl Castro und seinem US-amerikanischen Amtskollegen Barack Obama beteiligt.

## Ehrungen
- Gran Cruz al Mérito Humanitario des Institución del Mérito Humanitario (Barcelona, 2004)
- Ehrendoktorwürde der St. Thomas University (Miami, Florida), Providence College (Providence, Rhode Island), St. John’s University (New York) (New York), University of San Francisco (San Francisco), Universidad Popular Autónoma del Estado de Puebla (Puebla, Mexiko)
- Auszeichnung der Fundación Bonino Pulejo (Mesina, Italien, 2010)
- Orden de Isabel la Católica für seinen Einsatz für das kubanische Volk durch die spanische Regierung (2012)[17]